# 头屯河街道
头屯河街道，是中华人民共和国新疆维吾尔自治区乌鲁木齐市头屯河区下辖的一个乡镇级行政单位。

## 行政区划
头屯河街道下辖以下地区：
魏户滩路社区、洛克伦街社区、新村街社区、新立社区、柯坪路北社区、西域社区、东干渠社区、顺河路社区、新风路社区、八一路社区、柯坪路西社区、滨河社区、新村东街社区、顺河北路社区和平安社区。